# جيوفاني جامبي
جيوفاني جامبي (بالإيطالية: Giovanni Gambi)‏ (6 سبتمبر 1907 – 1986) هو سبّاح إيطالي راحل، مثّل بلاده في الألعاب الأولمبية الصيفية 1928.

## روابط خارجية
جيوفاني جامبي على موقع الاتحاد الدولي للسباحة (الإنجليزية)
- جيوفاني جامبي على موقع أوليمبيديا (الإنجليزية)